# William Allegrezza
William (Bill) Allegrezza (ur. 1974 w Jackson w stanie Michigan) – poeta amerykański.
Obecnie zamieszkały w Chicago, gdzie pracuje jako nauczyciel. Jego wiersze ukazywały się w czasopismach tradycyjnych i internetowych. Sam Allegrezza jest wydawcą e-zine'a Moria zajmującego się tematyką poezji eksperymentalnej oraz teorii poetyki.